# أوقست يولر
أوقست يولر (بالألمانية: August Euler) (و. 1868 – 1957 م) هو مهندس، وطيار ألماني، ولد في أولده، توفي عن عمر يناهز 89 عاماً.

## جوائز
حصل على جوائز منها:

وسام صليب القائد من رتبة استحقاق من جمهورية ألمانيا الاتحادية

## روابط خارجية
- أوقست يولر على موقع الموسوعة البريطانية (الإنجليزية)
- أوقست يولر على موقع مونزينجر (الألمانية)